# Xu Xing
Xu Xing 徐星 (1956-) és un escriptor xinès contemporani. Resideix a Pequín. Fill de pares reeducats arran de la Revolució Cultural. Durant els anys 90 va viure a Alemanya. Escriu relats curts amb un sentit d'humor (i de vegades amb moments molt irònics) on es fa palès la llibertat individual; algun crític l'ha considerat el Kerouac xinès. Els seus personatges són contemporanis i pertanyen a les capes populars. Ha treballat per a la televisió i ha realitzat documentals. El 1991 va rebre el Premi Kurt Tucholsky de Pen International. El 1995 fou seleccionat per Le Nouvel Observateur com un dels 240 millors escriptors del món. Il El 2003 va rebre el títol de "chevalier de l'ordre français des Arts et des Lettres".
Obres. Les més conegudes són: 
- “Variacions sense tema” (Wu zhuti biancou, 1985)
- "El cranc amb ulleres". La versió francesa és del 1992.
- “I tot el que resta és per tu” (Shengxia de dou shuyu ni) 剩下都属于你 (2003). Una editorial catalana té una versió en castellà (“Aventuras y desventuras de un pícaro chino”)